# Chuck Weyant
Chuck Weyant (St. Mary's, Ohio, 3 april 1923 — 24 januari 2017) was een Amerikaans autocoureur. Hij nam in 1955, 1957, 1958 en 1959 deel aan de Indianapolis 500. Hierin scoorde hij geen punten voor het wereldkampioenschap Formule 1.